# Mumm Sekt
Mumm ist ein Markenname des Sektherstellers Godefroy H. von Mumm & Co. Sektkellereien GmbH mit Sitz in Hochheim am Main im Main-Taunus-Kreis in Hessen, seit 2002 Teil der Rotkäppchen-Mumm Sektkellereien.

## Geschichte
Die drei deutschen Brüder Gottlieb, Jacobus und Philipp Mumm gründeten 1827 im französischen Reims die Champagnerkellerei P. A. Mumm, benannt nach ihrem Vater Peter Arnold Mumm. Der Bankier und Weinhändler Peter Arnold Mumm, aus Solingen stammend, hatte seine Geschäfte zunächst von Köln und nach seiner Heirat auch von Frankfurt am Main aus geführt. Durch Weinspekulation mit dem sogenannten „Kometenjahrgang“ des Schlosses Johannisberg hatte er große Gewinne erzielt.
Nach dem Tod von Gottlieb Mumm kam es 1852 durch Unstimmigkeiten zur Aufspaltung in die zwei Unternehmen G. H. Mumm & Co. (nach Gottlieb Mumms Sohn Georg Hermann) und Jules Mumm & Co. (nach Jacobus Mumms Sohn Julius Engelbert). Jules Mumm nutzte die Bekanntheit des roten Bandes der Ehrenlegion als Wiedererkennungszeichen für seine Marke Mumm; die Marke „Cordon Rouge“ wurde geboren. 1910, nach Auflösung der Firma Jules Mumm & Co., erwarb Peter Arnold Maximilian Mumm (genannt „Georges de Mumm“) für G. H. Mumm & Co. die Rechte der Marke Jules Mumm.
Zu Beginn des Ersten Weltkrieges wurde der in Reims lebende Teil der Familie Mumm, der nie die französische Staatsbürgerschaft angenommen hatte, enteignet und ging zurück nach Deutschland. 1920 wurde die Société G. H. Mumm in Reims neu gegründet. Zwei Jahre später wurde das Sekthaus Mumm & Co. in Frankfurt am Main von Godefroy H. Mumm gegründet, das sich seit 1933 – als Abgrenzung zu dem französischen Unternehmen – G. H. von Mumm & Co. Sektkellerei nannte. Während der deutschen Besetzung Frankreichs im Zweiten Weltkrieg übernahm die Familie Mumm kurzzeitig die Leitung von G. H. Mumm, was aber nach der Befreiung sofort annulliert wurde.
1970 wurde das Sekthaus G. H. von Mumm & Co. von dem gleichnamigen Weingut G. H. von Mumm in Johannisberg abgetrennt und ging – ebenso wie das Champagnerhaus G. H. Mumm in Reims – an den kanadischen Seagram-Konzern. Das Sekthaus einschließlich der Firma Matheus Müller Sektkellereien in Eltville am Rhein (MM Extra) wurde am 16. Januar 2002 an Rotkäppchen-Mumm weiterverkauft.

## Produkte
- Mumm Dry
- Mumm Extra Dry
- Mumm Rosé Dry (seit 2009)
- Mumm Dry Alkoholfrei (seit 2017)
- Mumm Rosé Alkoholfrei (seit 2018)
- Mumm Qualitätswein aus deutschen Anbaugebieten (seit 2020)